# Anna Griese-Goudkuil
Anna Griese-Goudkuil, née le 15 mai 1903 à Apeldoorn et morte le 25 avril 1945 à Leusden, est une résistante néerlandaise, collaboratrice du journal clandestin De Waarheid  et membre du Parti communiste clandestin des Pays-Bas. Elle est tuée quelques jours avant la libération pendant un bombardement britannique sur Leusden.

## Biographie
Anna Goudkuil est née le 15 mars 1903 à Apeldoorn. Elle est la troisième des dix enfants d'Albert Goudkuil (1876-1929), un ouvrier,  et Hendrika Bleomendaal (1873-1951).
Elle épouse Zacharias (Sjack) Griese (1900-1992), commis d'entrepôt,  le 10 juin 1927.  Ils ont deux enfants et vivent à Rotterdam.
Elle est membre du Parti communiste des Pays-Bas, parti clandestin à partir de 1940 quand il est interdit par les autorités allemandes.
Anna Griese-Goudkuil fait partie de la délégation des Pays-Bas qui se rend en Union soviétique à l'occasion de la Journée internationale de la femme en 1936.
Elle participe au journal clandestin du parti communiste (illégal), De Waarheid (la vérité) (en) et en assure la distribution. Elle héberge également des réfugiés juifs des Pays-Bas et d'Allemagne et procure des cartes d'alimentation aux clandestins.
Elle est arrêtée par la Sicherheitspolizei  et le  Service de renseignement de la police de La Haye le 1er mai 1942 et transférée le 5 mai à la Haagse Veer à Rotterdam et à la Polizeigefängnis (prison de la police) de Scheveningue. Elle est libérée le 15 juin 1942,.
Mais dès novembre 1942, le danger devient trop important et elle doit entrer en clandestinité. Elle se cache alors à Leusden. Elle y est tuée le 25 avril 1945 lors d'un bombardement britannique de la ville, seulement quelques jours avant la libération.
Elle est inhumée à Leusden.
Une rue de Rotterdam porte son nom : Anna Griesepad.

### Autres membres de la famille
Zacharias Griese, son mari, est arrêté le 13 janvier 1943 dans le cadre de répressions contre la Nederlandse Volksmilitie (NVM, milice populaire néerlandaise, une organisation communiste de résistance) et emprisonné successivement  à la Haagse Veer à Rotterdam, dans le camp de concentration de Vught et celui d'Amersfoort. Il est  libéré le 18 mars 1943.
Le frère d'Anna Griese-Goudkuil, Jo Goudkuil (1906-1945) est également actif dans la résistance. Il aide les Juifs cachés et distribue le magazine illégal Vrij Nederland. Il est arrêté et déporté à Dachau le 26 mai 1944. Il succombe le 28 février 1945 à la suite des mauvais traitements et privations.